# 清水たま子
清水たま子（しみず　たまこ、1949年1月生 - ）は、愛知県出身のビジネスマナー講師。

## 経歴
愛知大学法経学部経済学科卒業。1967年、トヨタ自動車工業株式会社入社、教育部に勤務。1974年、社団法人中部産業連盟の根岸睦子講師に師事。1976年、東洋コンタクトレンズ株式会社、社長秘書室に転職。1979年、江南短期大学非常勤講師。東邦学園短期大学非常勤講師。名古屋短期大学講師。1992年、江南短期大学専任講師。元愛知江南短期大学生活総合学科教授。
秘書実務、キャリアデザイン、新入社員研修、接遇研修、ビジネスマナー研修、リーダー研修会、トレーナー養成などの実務研修を担当。

## 共著書
- 「最新秘書実務」共著（東京法令出版　1991年）
- 「最新事務・文書管理」共著（東京法令出版　1993年）
- 「最新秘書実務改訂版」（東京法令出版　1995年）
- 「日本語表現・話す・聞く編」（東京法令出版　1995年）
- 「教育技法の研究」（東京法令出版　1996年）
- 「オフィスマネジメント」（東京法令出版　1998年）
- 「最新ビジネス実務」（東京法令出版　2000年）

## 所属学会
- 日本ビジネス実務学会
- 日本秘書教育学会
- 日本創造学会

## 受賞
- 2005年、全国大学実務教育協会、実務教育優秀教員賞